# 田野倉雄太
田野倉 雄太（たのくら ゆうた、1989年7月23日 - ）は、日本の俳優。東京都出身。フリーランスで活動。

## 経歴
幼い頃からテレビをよく見ており、テレビドラマの『3年B組金八先生』を見て、3年B組の生徒になりたいと思う。幼かった故に具体的な行動は取らなかった。「英語ができるようになりたい」と漠然と思っていたことから、高校卒業後はアメリカ合衆国の大学へ留学する。英会話については自身で特技に挙げるほどになった。
留学を終え、日本に戻って就職するが、社会人として働いていても心の中に思うところはあり、自分が何をやりたいのか原点に立ち返ったときに「俳優」と考え、ジェイアイプロモーションに入った。
2014年に『ディア・シスター』でドラマデビューする。
2021年にジェイアイプロモーションを退社し、翌2022年レプロエンタテインメントに移籍するが、2024年5月よりフリーランスで活動。
映画監督のウディ・アレンを好んでおり、ウディ・アレンの言葉「一夜にして成功するには10年かかる」を座右の銘としている。

## 出演

### テレビドラマ
- ディア・シスター 第7話（2014年11月27日、フジテレビ） - 弁護士 芳樹 役
- 医師たちの恋愛事情（2015年4月9日 - 6月18日、フジテレビ）- 平井俊彰 役
- 闇の伴走者 Episode 4・Episode 5（2015年5月2日・9日、WOWOW） - 川内浩 役[2]
- 坊つちやん（2016年1月3日、フジテレビ） - 音楽教師 役[1]
- 恋の三陸 列車コンで行こう!（2016年2月27日 - 3月12日、NHK総合） - 佐々木 役[1]
- 早子先生、結婚するって本当ですか?（2016年4月21日 - 6月16日、フジテレビ） - 神田和夫 役[1]
- 特命指揮官 郷間彩香（2016年10月22日、フジテレビ） - 脇田浩志 役
- トットちゃん! 第31話・第32話、第37話・第38話、第49話（2017年11月13日・14日、21日・22日、12月7日、テレビ朝日） - 木島吉秋 役[2][3]
- 俺のスカート、どこ行った?（2019年4月20日 - 6月22日、日本テレビ） - 岡田三四郎 役[9]
- 引き抜き屋 ～ヘッドハンターの流儀～（2019年11月16日 - 12月14日、WOWOW） - 井納尚人 役
- ケイジとケンジ〜所轄と地検の24時〜 第3話（2020年1月30日、テレビ朝日） - 曽根崎誠 役
- 大江戸グレートジャーニー 〜ザ・お伊勢参り〜 最終話（2020年7月11日、WOWOW） - 加藤玄蔵 役[10]
- セイレーンの懺悔（2020年10月18日 - 11月8日、WOWOW）[11]
- 新・信長公記〜クラスメイトは戦国武将〜（2022年7月24日 - 9月25日、読売テレビ・日本テレビ系） - 真田幸村 役[12]
- Get Ready!（2023年1月8日 - 3月12日、TBS） - 汐留明 役[13][14][7]
- スタンドUPスタート 第8話（2023年3月8日、フジテレビ） - 岡田 役
- 勝利の法廷式 CASE3（2023年4月27日、読売テレビ・日本テレビ系） - 前田龍太 役
- 犬と屑（2023年6月9日 - 7月28日、MBS） - 宮内健太 役[15]
- 僕たちの校内放送（2023年8月2日 - 23日、フジテレビ）
- ノッキンオン・ロックドドア 第4話（2023年8月19日、テレビ朝日） - 八島孝弘 役
- 知らないのは主役だけ（2023年10月9日、カンテレ・フジテレビ系） - 広告代理店 役
- 花咲舞が黙ってない 第3シリーズ 第8話・最終話（2024年6月1日・15日、日本テレビ） - 西久保和哉 役
- 初恋不倫〜この恋を初恋と呼んでいいですか〜 第4話・第9話（2024年7月25日・8月29日、BSテレ東） - 馬原春彦 役[16]
- D&D〜医者と刑事の捜査線〜 最終話（2024年11月29日、テレビ東京） - 刑事 役
- Dr.アシュラ 第3話（2025年4月30日、フジテレビ）

### 配信ドラマ
- 東京ヴァンパイアホテル（2017年6月16日、Amazon Prime Video）
- 新・信長公記 外伝 第1話・第3話（2022年9月11日・25日、Hulu） - 真田幸村 役[17]
- ゲトレ夕暮れ大暴れ（2023年1月8日 - 3月7日、Paravi） - 汐留明 役[18]
- 君がくれた翼（2023年11月15日、NUMA） - 倉木亮 役[19]
- 地面師たち 第2話 - 最終話（2024年7月25日、Netflix） - 二宮 役

### テレビ番組
- 痛快TV スカッとジャパン（2016年10月31日、フジテレビ）

### 舞台
- 東京DASH Vol.01「ENDLESS SUMMER～砂に書いた約束～」（2014年2月14日 - 18日、新宿シアターブラッツ）
- 東京DASH Vol.02「五ヶ瀬村大字三ヶ処谷下ル」（2014年8月29日 - 31日、新宿シアターブラッツ）
- ぬいぐるみハンター「もれなく漏れて」（2017年2月22日 - 28日、OFF・OFFシアター） - モロタ 役[20]
- 劇団空感演人プロデュース「PRIDE」 A班（2017年6月7日 - 12日、AQUA studio） - 瀬川太一 役
- カムカムミニキーナ vol.68「両面睨み節～相四つで水入り」（2019年11月14日 - 24日、座・高円寺1 / 11月30日・12月1日、近鉄アート館）[21]

### CM
- リクルートマーケティングパートナーズ「スタディサプリENGLISH」
- 戸田建設「TODA BUILDING」篇（2023年9月2日 - ）
- ニップン オーマイプレミアム「もちっとおいしいスパゲッティ」篇（2024年3月18日 - ）